# Kabberhal, Manvi
Kabberhal là một làng thuộc tehsil Manvi, huyện Raichur, bang Karnataka, Ấn Độ.